# لین کیارسفلت
لین کیارسفلت (دانمارکی: Line Kjærsfeldt؛ زادهٔ ۲۰ آوریل ۱۹۹۴) بدمینتون‌باز زن اهل دانمارک است.